# Egika
Egika (zm. 702) – król Wizygotów od 687 do 702. Był  po kądzieli wnukiem obalonego w 642 i wysłanego do klasztoru króla Tulgi. W trakcie swego panowania dążył do ograniczenia władzy Kościoła. Osiągnął częściowy sukces kiedy podczas XII Synodu w Toledo przyjęto zasadę mianowania biskupów przez króla przy udziale biskupa Toledo. Po jego śmierci władzę przejął jego syn Wittiza.